# Camaná
Camaná – miasto w Peru, w regionie Arequipa, stolica prowincji Camaná. W 2008 liczyło 13 297 mieszkańców.